# 国民新党 (韓国)
国民新党（こくみんしんとう）は、1997年12月の大統領選挙に出馬した李仁済が結成した韓国の保守政党である。

## 概要
1997年12月に行なわれた大統領選挙に向け、当時の金泳三政権与党である新韓国党は、大統領候補の選挙を7月21日の全党大会で実施、李会昌が京畿道知事（当時）の李仁済を決選投票で破り、同党の大統領候補に選出された。しかし、選挙結果に対し不満を頂いた李仁済は9月8日、京畿道知事を辞任し、9月17日に新韓国党から離党した上で大統領選挙へ出馬することを表明した。そして10月7日に発起人大会、14日に｢国民新党（仮称）｣の立党準備委員会の結成大会、11月4日に立党大会を行ない、大統領候補に李仁済、党総裁に李万燮を選出し、正式に発足した。12月の大統領選挙では李仁済候補が落選（当選したのは新政治国民会議（国民会議）の金大中候補）、翌年の8月に金大中政権与党の国民会議に吸収され解党したが、同党に所属していた8名の国会議員のうち7名は国民会議に、残る1名は連立与党の自由民主連合にそれぞれ入党している。